# 比謝川行政事務組合
比謝川行政事務組合（ひじゃがわぎょうせいじむくみあい）は、沖縄県中頭郡嘉手納町、北谷町および読谷村の2町1村が設立している一部事務組合。

## 概要

### 事務所
- 中頭郡嘉手納町字久得242-1

### 主な事務内容
- ごみ処理に関する事務
- 消防に関する事務

## 施設

### ごみ処理施設
- 環境美化センター
  - 中頭郡嘉手納町字久得242-1
- 一般廃棄物最終処分場
  - 中頭郡読谷村字儀間689番地

### 消防本部
- ニライ消防本部
  - 中頭郡嘉手納町字屋良1220

## 常備消防事務

### 概要
- 消防本部：中頭郡嘉手納町字屋良1220
- 管内面積：64.33km2
- 消防署3カ所
- 主力機械
  - 水槽付消防ポンプ自動車：3(各署1)
  - CD-1型消防ポンプ自動車:4(各署1,消防団1)
  - 小型動力ポンプ付水槽車：2（読谷署、北谷署)
  - 救助工作車：2｛Ⅱ型1（読谷署),Ⅲ型1（嘉手納署)｝
  - 35m級先端屈折式梯子付き消防ポンプ自動車:1(嘉手納署)
  - 救急自動車：6（各署2)
  - 司令車:1(嘉手納署)
  - 機動指揮車：2(読谷署、北谷署)
  - 広報車：1(消防団)
  - 資器材搬送車：4（読谷署2,嘉手納、北谷署各1)
  - 和船：1
  - マリンジェット：3
  - 本部指揮車:1(本部)
- 「ニライ」とは、沖縄に古くから伝わるニライカナイ信仰の最初の3文字である。ニライカナイは遥か遠い海の彼方にある神が住む理想郷のことで、ここに豊穣や生命の根源があると信じられてきた。消防の名称は、この信仰にあやかって災害のない安全な地域作りを目指す願いを込めて一般公募により名付けられた[1][2]。

### 沿革
- 1994年 - 中頭郡嘉手納町及び読谷村により、広域的なごみ処理を推進する目的で比謝川行政事務組合が発足する。
- 2002年4月 - 嘉手納町消防本部・北谷町消防本部・読谷村消防本部の3消防本部を統合し、比謝川行政事務組合ニライ消防本部が発足する。

### 組織
- 本部 - 総務課、予防課、警防課、指令課
- 消防署

### 消防署
| 消防署       | 住所                     |
| ------------ | ------------------------ |
| 嘉手納消防署 | 中頭郡嘉手納町字屋良1220 |
| 北谷消防署   | 中頭郡北谷町字桑江791-9  |
| 読谷消防署   | 中頭郡読谷村字波平920-1  |